# Umkristallisation

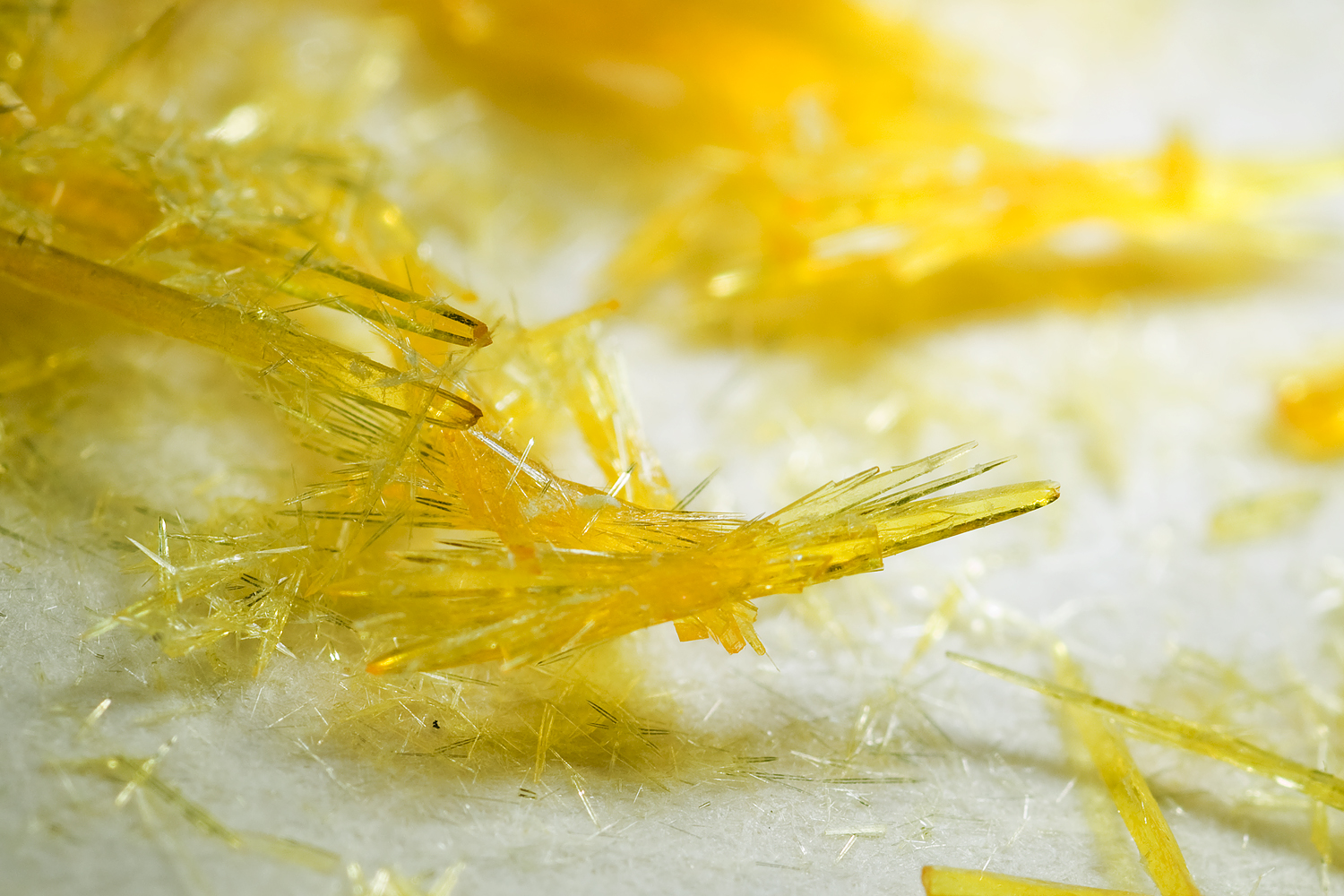
Kalium-Hexacyanochromat (III) nach dreifachem Umkristallisieren

In der Chemie ist die Umkristallisation ein Reinigungsverfahren, um Rohprodukte und ‑präparate durch Auflösen und anschließendes Wiederauskristallisieren in reinere Endprodukte zu überführen. Sie beruht darauf, dass die Löslichkeit der meisten Substanzen in warmen Lösungsmitteln besser ist als in kalten. Kühlt eine heiße gesättigte Lösung ab, wird irgendwann die Löslichkeit überschritten und die Substanz kristallisiert wieder aus.
Unter einer Umkristallisation versteht man in der Mineralogie die Änderung einer Kristallstruktur, bedingt durch die Änderung äußerer Faktoren wie der Druck- und Temperaturbedingungen. Hierbei wechselt der kristalline Feststoff bzw. das Mineral seine Modifikation.

## Chemisches Verfahren

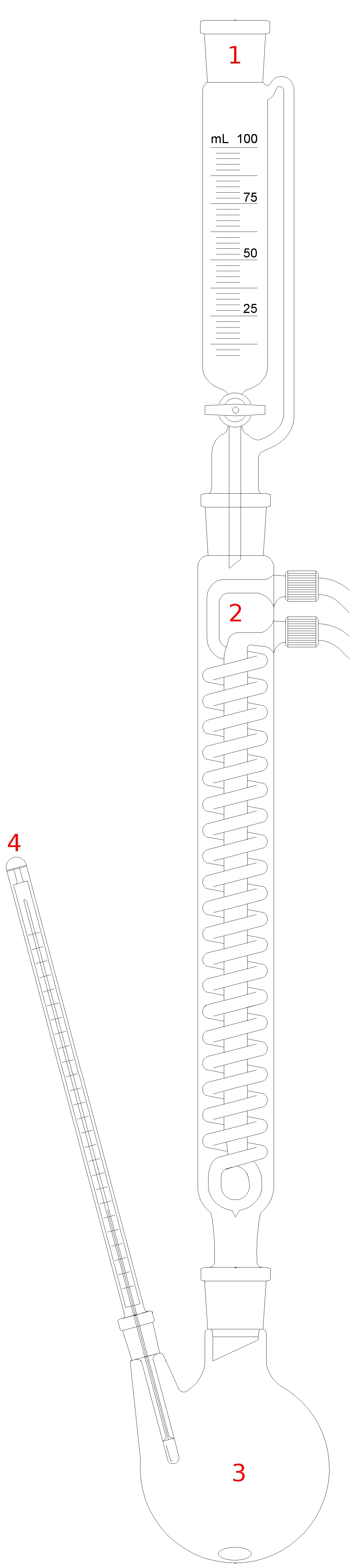
Umkristallisationsapparatur
1. Tropftrichter
2. Rückflusskühler
3. 2-Halsrundkolben
4. Thermometer

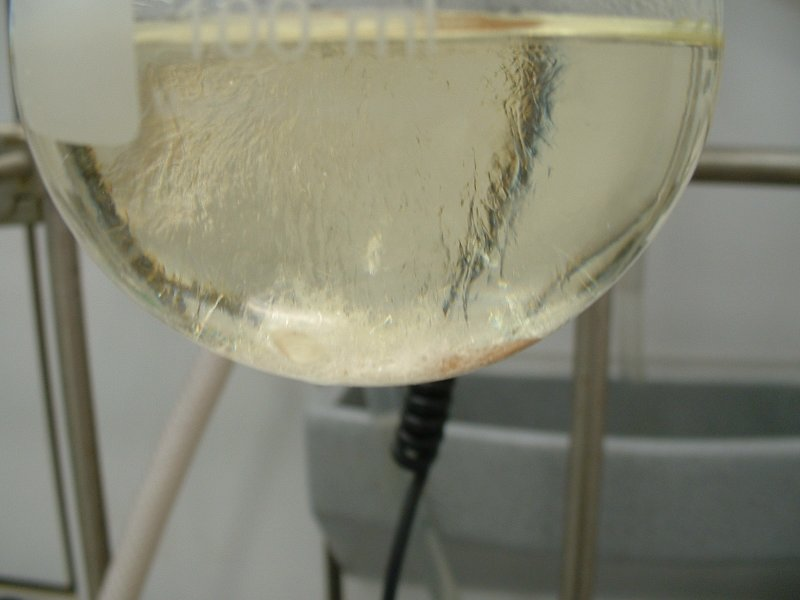
Benzophenonoxim kristallisiert aus

In der Chemie versteht man unter Umkristallisation ein Stofftrennverfahren, das als Reinigungsverfahren eingesetzt wird. Dabei wird eine heiße, gesättigte Lösung eines verunreinigten Stoffes hergestellt, nötigenfalls heiß filtriert, um unlösliche Verunreinigungen abzutrennen, und die Substanz durch Abkühlen der Lösung zur erneuten Kristallisation gebracht. Die gewünschte Substanz wird dabei in der Regel in reinerer Form erhalten.
Gefärbte Verunreinigungen oder Trübungen können häufig durch Zugabe eines Adsorptionsmittels (Holzkohle, Knochenkohle, Aktivkohle, aktives Aluminiumoxid, Kieselgur, Filterflockenmasse etc.)  entfernt werden. Es wird aus der heißen gesättigten Lösung des zu reinigenden Stoffes abfiltriert. Dabei muss darauf geachtet werden, dass die Lösung nicht zu stark abkühlt, weil sonst die zu reinigende Substanz auskristallisieren kann. Daher wird eine solche Filtration meist mit heizbaren Filtern durchgeführt. Das Filtrat wird dann abgekühlt und die Substanz so zur Kristallisation gebracht.
Das Auflösen des Rohproduktes erfolgt mit einem geeigneten Lösemittel oder Lösemittel-Gemisch.
Die Aufreinigung beruht auf folgenden Effekten:
- Löslichkeiten: Verunreinigungen, die wesentlich schwerer im gewählten Lösemittel löslich sind, können aus der heißen, gesättigten Lösung abfiltriert werden, solche, die besser löslich sind, bleiben bevorzugt in Lösung.
- Kristallisation: Liegt die gewünschte Substanz schon in einem großen Überschuss im Verhältnis zu den Verunreinigungen vor, ist die statistische Wahrscheinlichkeit, dass sich gleichgeformte Moleküle zu einem Kristall zusammenlagern größer, als der Einbau anders geformter Moleküle. Diese werden erst zum Ende der Kristallisation in den Randbereich der Kristalle eingebaut, wo sie durch vorsichtiges Waschen abgelöst werden können.[3]

### Umfällen und Umschmelzen
Verwandte Verfahren sind das Umfällen (Umfällung, Ausfällen unerwünschter Bestandteile durch andere Lösungsmittel) und das Umschmelzen eines Stoffes. Umfällen ist eine mehrdeutige Bezeichnung. Zum einen kann eine chemische Reaktion stattfinden (Fällungsreaktion), man kann aber auch durch Zugabe eines 'schlechten' Lösemittels zu einer Lösung der Substanz in einem 'guten' Lösemittel die Löslichkeit der Substanz oder einer Verunreinigung so weit herabsetzen, dass sie ausfällt. Beim Umschmelzen wird kein Lösungsmittel eingesetzt, sondern bei Temperaturen in der Nähe des Schmelzpunktes gearbeitet.
Im Gegensatz dazu kann auch ein chemisches Stofftrennverfahren vorgenommen werden, indem der Stoff (Beispiel: Benzoesäure) mit einer Substanz zu einem wasserlöslichen Stoff reagiert (Beispiel: Mit Natronlauge zu Natriumbenzoat, Säure-Base-Reaktion), aus dessen Lösung dann durch Filtration unlösliche Verunreinigungen abgetrennt werden und durch Zusatz eines Fällungsmittels zum Filtrat (Beispiel: eine starke Säure) dann wieder (gereinigte) Benzoesäure ausgefällt oder eben auskristallisiert wird.

## Ausschlusskriterien
Umkristallisieren, Umfällen und Umschmelzen können nur angewendet werden, wenn der zu reinigende Stoff mit den Verunreinigungen keine Mischkristalle bildet. Auch muss sichergestellt werden, dass das verwendete Lösemittel bei den angewendeten Temperaturen nicht mit der zu reinigenden Substanz reagiert.